# السقاف

آل السقاف  قبيلة حسينية هاشمية قرشية من فروع السادة آل باعلوي بحضرموت. يتواجدون في معظم الدول العربية والإسلامية في اليمن والخليج العربي والشام، وفي دول جنوب شرق آسيا. عرف عنهم أنهم أهل علم وأدب، حيث كسبت أسرة السقاف شهرة علمية وسياسية واجتماعية واسعة ضمت الكثير من العلماء الأعلام وأصحاب المناصب الرفيعة.

## نسبهم
يجتمعون في النسب عند جدهم عبد الرحمن السقاف أول من سمي بـ«السقاف» في عائلة آل باعلوي لبلوغه درجة عالية من العلم في زمانه، وسلسلة نسبه كالتالي عبد الرحمن السقاف بن محمد مولى الدويلة بن علي بن علوي الغيور بن الفقيه المقدم محمد بن علي بن محمد صاحب مرباط بن علي خالع قسم بن علوي بن محمد بن علوي بن عبيد الله بن أحمد المهاجر (جد آل باعلوي) بن عيسى بن محمد النقيب بن علي العريضي بن جعفر الصادق بن محمد الباقر بن علي زين العابدين بن الحسين السبط (حفيد محمد ﷺ) بن الإمام علي بن أبي طالب بن عبد المطلب بن عمرو (جد بني هاشم) بن عبد مناف بن قصي بن كلاب بن مرة بن كعب بن لؤي بن غالب بن فهر بن مالك بن النضر (جد قريش) بن كنانة بن خزيمة بن مدركة بن إلياس بن مضر بن نزار بن معد بن عدنان (جد العرب المستعربة) من ذرية إسماعيل بن إبراهيم إلى آدم (أبو البشر).

## ألقاب فرعية
بالرغم من أن القبائل الأكثر عدداً من بني علوي تنتسب إلى عبد الرحمن السقاف كآل الشيخ أبي بكر بن سالم وآل العطاس وآل العيدروس وآل شهاب الدين فإن لقبه هذا لم يسر عليهم لاشتهارهم بألقابهم المعروفة التي حدثت بعده، وإنما سميت قبائل أخرى تنتسب إليه بآل السقاف لأنها لم تشتهر بلقب جديد بعده.
ولبعض الأسر من آل السقاف ألقاب فرعية تستعمل تجنبًا من وقوع الالتباس إذا اتفقت أسماء الأبناء والآباء، ولكنهم يضيفون إليها لقبهم العام الأعلى وهو «السقاف»، وهي:
- آل مكنون السقاف
- آل الروش السقاف
- آل باعقيل السقاف
- آل بن إبراهيم السقاف
- آل بن إسماعيل السقاف
- آل الصافي السقاف
- آل باحسين السقاف
- آل عبيدالله السقاف
- آل باشميلة السقاف
- آل الصنبل السقاف
- آل بن أحمد السقاف
- آل كريسان السقاف
- آل القاضي السقاف
- آل بانقيل السقاف
- آل المنور السقاف

## من أعلامهم
- عبد الرحمن السقاف جد آل السقاف.
- أحمد علوي السقاف قاضي القضاة ووزير المعارف بالحكومة الأردنية.
- عبد الرحمن بن عبيد الله السقاف مفتي الديار الحضرمية.
- محمد بن عقيل السقاف أمير وحاكم ظفار.
- عبد القادر بن أحمد السقاف عالم دين يمني.
- عمر عباس علوي السقاف وزير دولة بالمملكة العربية السعودية للشؤون الخارجية.